# Jaap Meijer
Pour les articles homonymes, voir Meijer.
Jacob Meijer, dit Jaap Meijer (né le 20 avril 1905 à Amsterdam et mort le 2 décembre 1943 à Meer en Belgique) est un coureur cycliste néerlandais. Il a notamment été champion du monde de vitesse amateurs en 1925 et vice-champion olympique de vitesse aux Jeux de 1924 à Paris.

## Palmarès
- 1924
  -  Médaillé d'argent de la vitesse individuelle aux Jeux olympiques
- 1925
  -  Champion du monde de vitesse individuelle amateurs